# GNOME Office

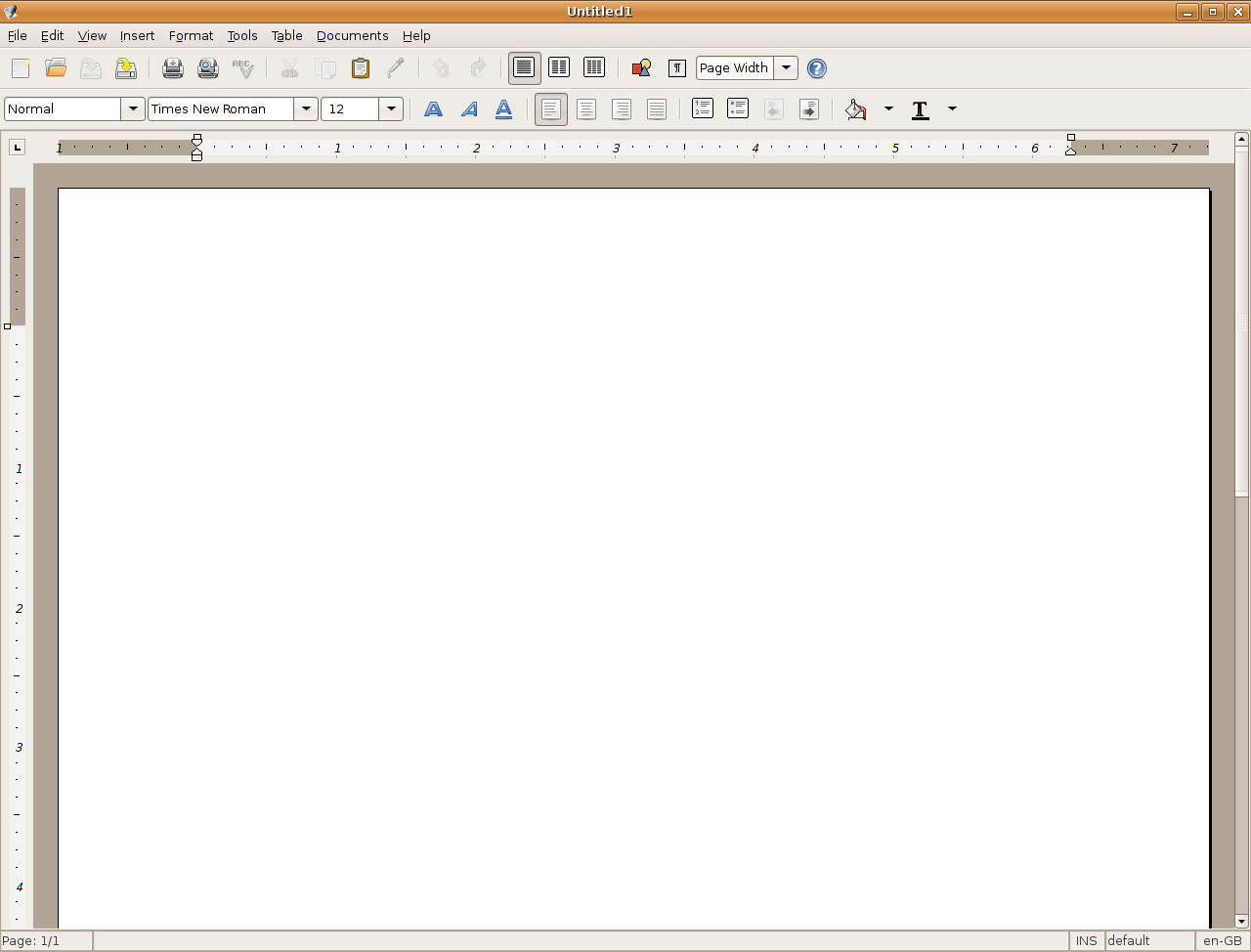
Abiword, procesor tekstu

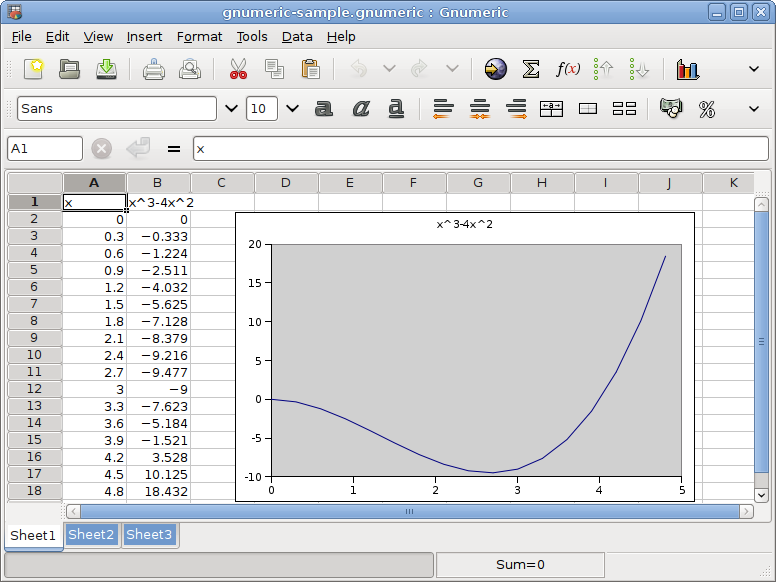
GNUmeric, arkusz kalkulacyjny

GNOME Office – zestaw aplikacji biurowych dla środowiska GNOME. W przeciwieństwie do innych pakietów biurowych (jak KOffice, OpenOffice.org czy Microsoft Office) wchodzące w jego skład aplikacje nie są ze sobą ściśle związane, a sama definicja tego, z czego składa się Gnome Office nie jest ścisła. Integrację między niektórymi programami zestawu zapewniają tzw. komponenty Bonobo.
Oficjalnie GNOME Office składa się z następujących programów:
- procesora tekstu AbiWord
- arkusza kalkulacyjnego Gnumeric
- moduł umożliwiający łączenie z bazami danych GNOME-DB

Czasami zaliczane są także inne aplikacje środowiska GNOME, np.:
- graficzne:
  - edytor grafiki rastrowej GIMP
  - edytor grafiki wektorowej Inkscape
  - edytor grafiki wektorowej Sodipodi
  - edytor grafiki wektorowej Sketch
  - edytor diagramów Dia
  - program do tworzenia prezentacji Agnubis
  - przeglądarka obrazów Eye of GNOME
- komunikacyjne:
  - przeglądarka stron www Epiphany (wcześniej Galeon)
  - klient pocztowy i do pracy grupowej Novell Evolution
  - klient pocztowy Balsa
  - program faksowy GFax
- inne:
  - program do zarządzania projektami Planner
  - program wspierający zarządzanie finansami GnuCash

GNOME Office jest wolnym oprogramowaniem, koordynowanym przez Free Software Foundation.